# Symmetric Nearest Neighbour

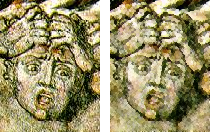
Bild links vor, rechts nach der Anwendung des SNN-Filters

Symmetric Nearest Neighbour (SNN) ist ein Filterverfahren, das in der Bildbearbeitung zur Entfernung von Rauschen verwendet wird.
| -- | 0- | +- |
| -0 | 00 | +0 |
| -+ | 0+ | ++ |

Das Verfahren funktioniert wie folgt:
1. In der Achter-Nachbarschaft (also der acht Pixel, die direkt an ein bestimmtes Pixel grenzen) eines Pixels – hier mit 00 bezeichnet – werden die Nachbar-Pixel, die sich gegenüberliegen, jeweils als Pixel-Paar betrachtet (es gibt also die Paare --/++, 0-/0+, +-/-+ und -0/+0).
2. Aus jedem der vier Paare wird nun das Pixel ausgewählt, das dem mittleren Pixel 00 farblich am ähnlichsten ist – es bleiben also vier Pixel übrig.
3. Aus den Farbwerten dieser vier Pixel wird nun ein Mittelwert gebildet. Dieser neue Farbwert wird dem mittleren Pixel (00) zugewiesen.
4. Dieses Verfahren wird wiederholt, so dass jedes Pixel des Bildes einmal als "mittleres" Pixel verwendet wird.

Auf diese Weise wird das Bild „geglättet“ und einzelne Pixel, die nicht in die Umgebung passen, angepasst. Allerdings wird das Bild dadurch insgesamt etwas unschärfer.